# ホンキートンク (お笑いコンビ)
ホンキートンクは、漫才協会および落語協会に所属する漫才師。2003年11月結成。十代目鈴々舎馬風ファミリー。出囃子は『ギザギザハートの子守唄』。

## プロフィール
間瀬 弾
本名:間瀬 範彦、1971年9月26日生まれ（53歳）
愛知県半田市亀崎町出身。身長167cm。ツッコミ担当。B型。愛知県立半田商業高等学校卒業。
高校ではラグビー部の主将を務めたり、バンド活動を行っていた。卒業後もアルバイトやバンド活動をしていたが、「地元で終わりたくない。人前に出たい」という思いから22歳で上京し芸能事務所と契約。山本直樹『守ってあげたい』を原作にしたVシネマ『女教師 禁じられた情事』のオーディションに合格し役をもらったものの、本番中セリフも演技も駄目出しされ、俳優養成所に通うこととなった。舞台やドラマの端役やアニメの声優を細々とやりながら、28歳の時、星セント・ルイスの星セントに出会い、付き人となる。
元々星セントに付けられた名は「団」であったが、字画などが悪かったため星セントに申し出て「弾」の字へ変更した。
2015年5月14日、ねづっち、三浦昌朗らと共に漫才協会の理事に就任。
遊次
本名:栗田 雄司、1985年3月6日生まれ（40歳）
東京都出身。2019年11月4日より加入した新メンバー。メンバー入りのきっかけは、先輩芸人である笑組・ゆたかの紹介。元々芸人としての活動歴があり、「ゆーじーん」の名前で劇団HALLJACKの一員として活動していた。三遊亭金翁（4代目三遊亭金馬）の孫で、5代目三遊亭金馬の甥。4代目三遊亭金馬のかばん持ちとしてコンビ結成以前より寄席に出入りしていた。本人のTwitterでは時折金翁とのツーショットを披露している。

## 概要
2002年、星セント・ルイスの星セントに弟子入り。2003年11月結成し、プロモーション・ススムに所属。同年、漫才協会に入会。その後、2006年に落語協会に入会。2009年、マセキ芸能社へ移籍。主に寄席、都内ライブ等にて活動する。
ロケット団、ナイツ、宮田陽・昇を加えた4組で「漫才協会の四天王」と呼ばれる。
2014年11月、漫才協会の第26代真打ちに昇進。同年11月28日、浅草公会堂で行われた「第45回漫才大会」において真打ち昇進披露を行う。プレゼンターとして落語協会会長の柳亭市馬が駆けつけた。
弟子入り前の2000年4月から6月にかけて『即興・カニクラブ』にIQというコンビ名で参加しており、同年4月13、14日に"陰と陽"（場所:ART GROUND エウロス）という単独ライブ行っている。
2019年7月末日の上野鈴本演芸場での独演会をもって、利が妻の治療のサポートを中心とした生活とするために脱退。弾は「ホンキートンク弾」としてピン及びユニットとして漫才活動を継続し、利は活動は休業するものの、所属する漫才協会および落語協会には籍を残したうえで、故郷の熊本と本名を組み合わせた「天草ヤスミ」に改名する。
その後はそれぞれホンキートンク弾、天草ヤスミとしてそれぞれピン芸人となったが、同年11月4日、弾は遊次を新メンバーとして、コンビとしての「ホンキートンク」を復活させることを発表した。2020年1月11日、浅草東洋館での漫才協会1月中席より弾・遊次のコンビで「ホンキートンク」として出演。同年9月には落語協会の準会員として再入会し、同協会の定席に復帰。1年後の2021年9月21日付で再び落語協会の正会員となった。

## 出演

### テレビ
- 年忘れ漫才競演（NHK、2007年 - 2015年）[3][20]
- 年忘れ漫才大行進（NHK）[2]
- BSふれあいホール（BS2）[3]
- BSふれあいステージ（BS2、2007年 - 2008年）
- 出没!アド街ック天国（テレビ東京、2009年）[1][3][20]
- 浅草お茶の間寄席（千葉テレビ、2011年 - 2013年）[3]
- 漫才大行進ゲロゲーロ（J:COMチャンネル、2013年 - ）[3]
- 桂文珍の演芸図鑑（NHK、2015年）[20]
- 笑点 特大号（BS日テレ、2015年）
- BS笑点（BS日テレ）
- スパイスベータ（CBCテレビ）
- スゴネタ!（テレビ神奈川）

### ラジオ
- 真打ち競演（NHKラジオ、2015年）[3]
- らんまんラジオ寄席（TBSラジオ、2015年）[3]

### ライブ
- TOMATO LIVE Vol.21-23（しもきた空間リバティ、2008年）[1]

### イベント
- エコプロダクツ2014（富士通ブース、影ナレ）[3]

### 舞台・寄席
- 国立演芸場[1]
- 浅草東洋館[1]
- 新宿末廣亭[3]
- 池袋演芸場[3]
- 鈴本演芸場[3]
- 浅草演芸ホール[3]
- 横浜にぎわい座[3]

ほか。

## 受賞歴
- 第3回漫才新人大賞 優秀賞受賞(2004年)[2]
- 第5回漫才新人大賞 優秀賞受賞(2006年)
- 第6回漫才新人大賞 大賞受賞(2007年)[2]
- 平成27年度花形演芸大賞 銀賞受賞（2016年）[21]
- 第34回浅草芸能大賞 新人賞（2017年度）[22]